# Эльгерсбург
Эльгерсбург (нем. Elgersburg) — община в Германии, в земле Тюрингия. До 1802 г. принадлежала (как и одноимённый замок) знатному роду Вицлебенов.
Входит в состав района Ильм. Подчиняется управлению Гераталь.  Население составляет 1238 человек (на 31 декабря 2010 года). Занимает площадь 9,49 км².

## Фотографии

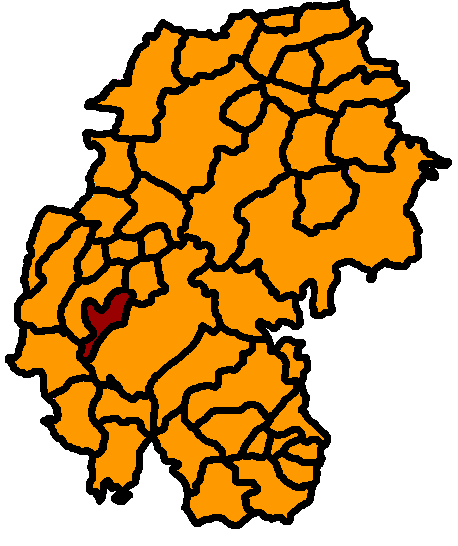
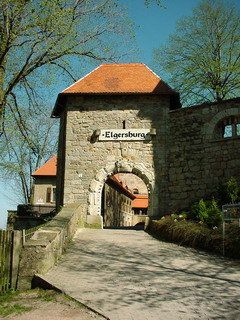
Замок
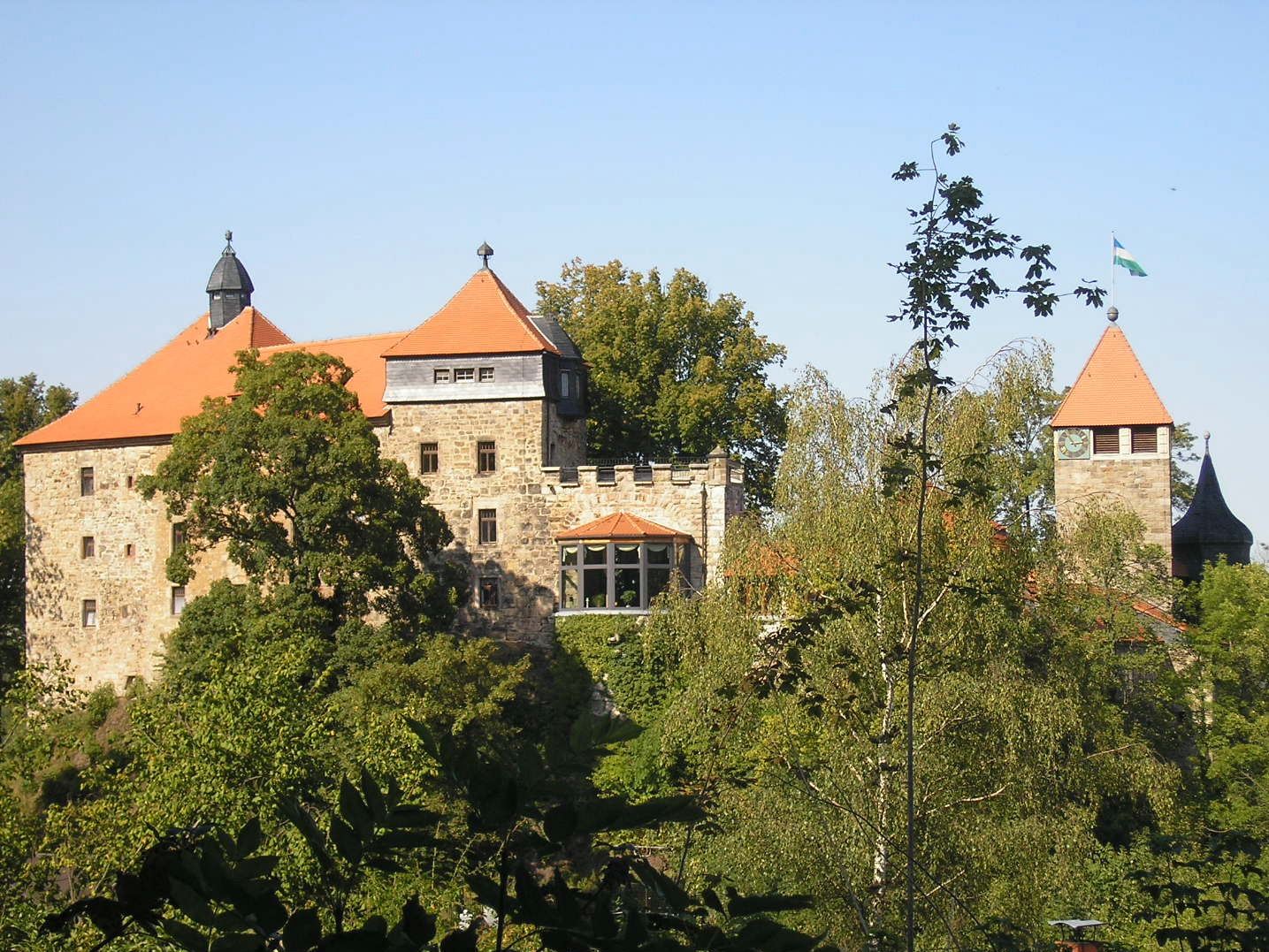
Замок
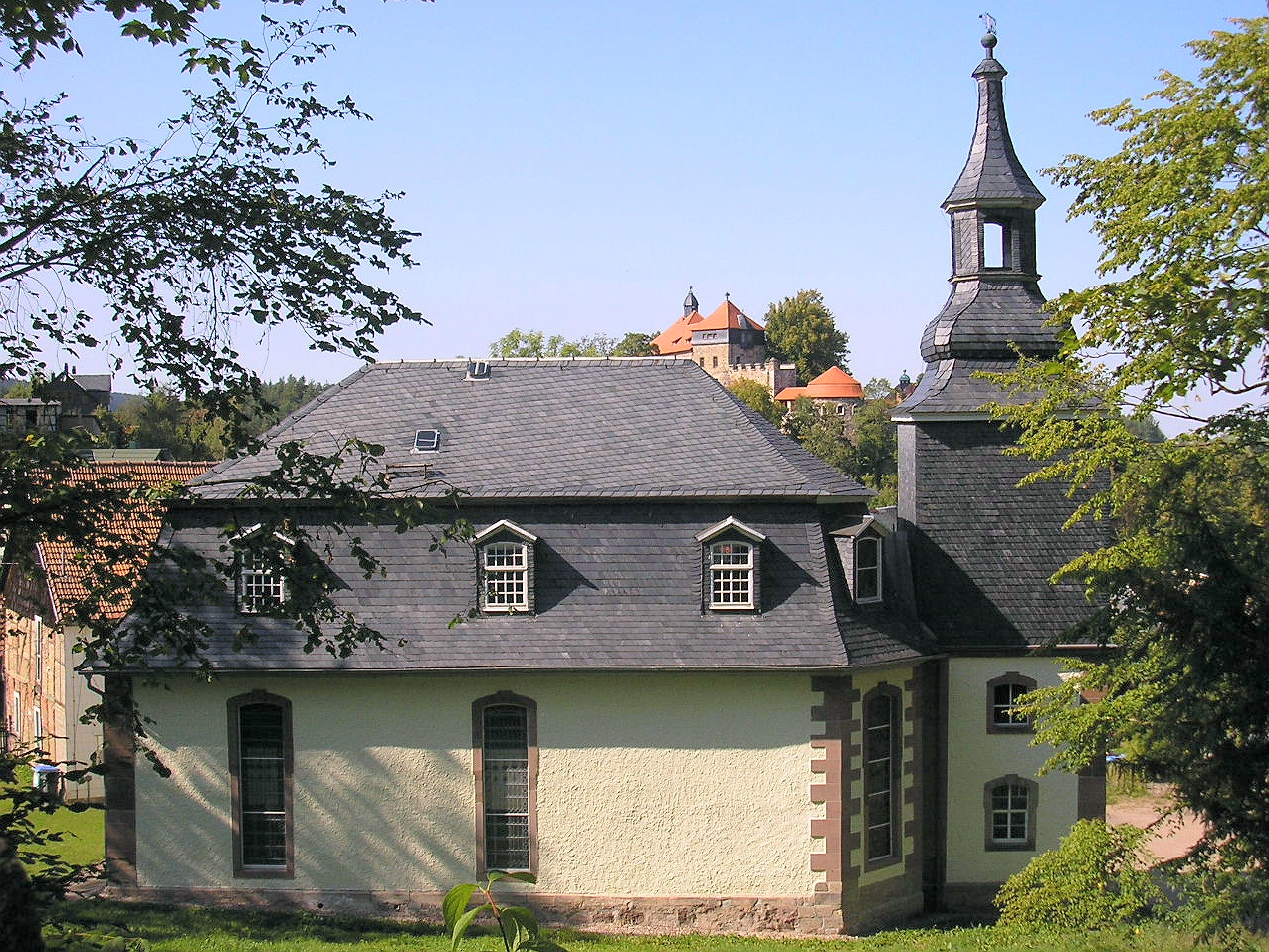
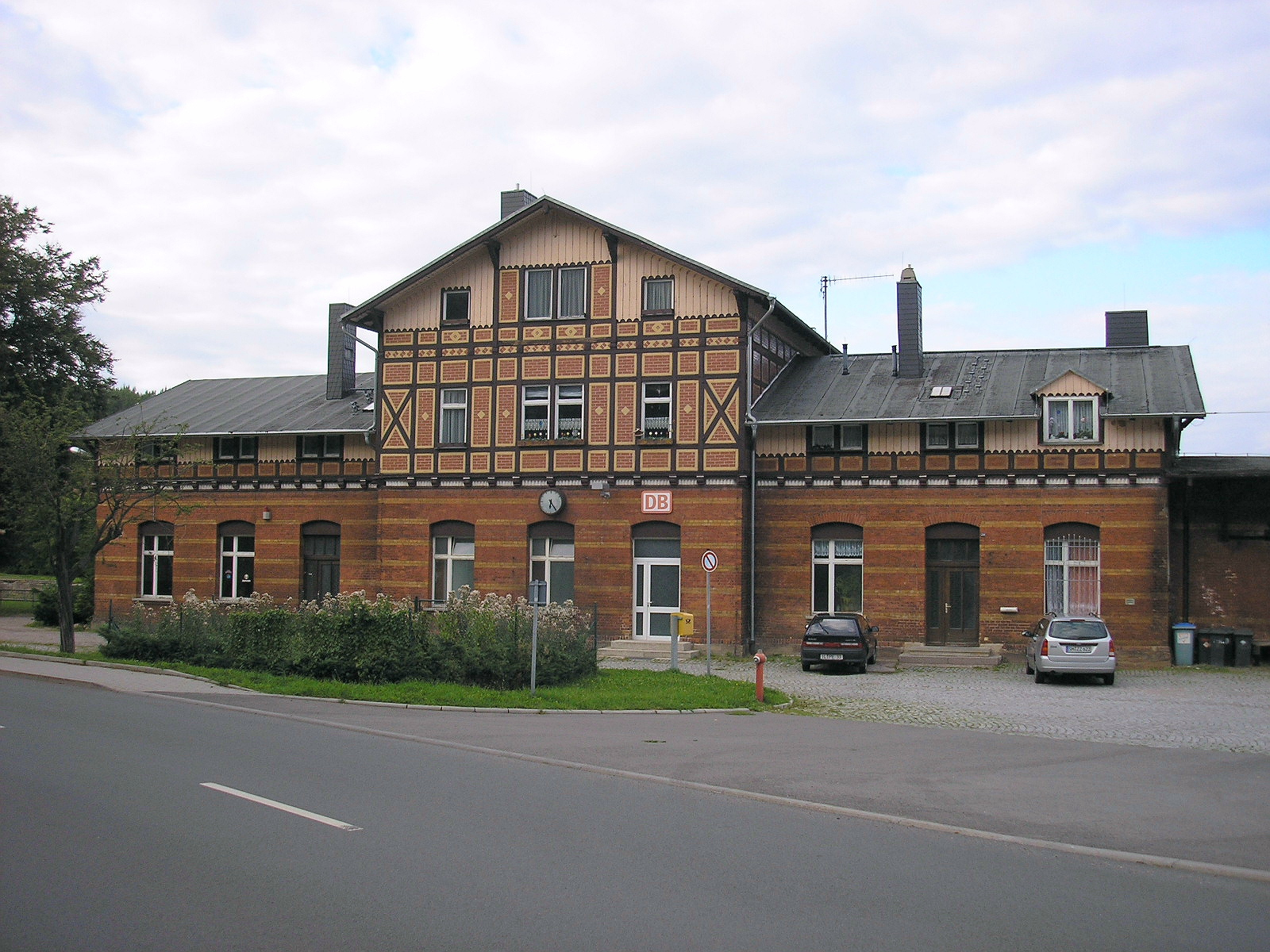
Вокзал